# Henrique II de Inglaterra
Henrique II (5 de março de 1133 – 6 de julho de 1189), também conhecido como Henrique Curtmantle, Henrique FitzEmpress ou Henrique Plantageneta, foi o Rei da Inglaterra de 1154 até sua morte, também governando como Conde de Anjou, Conde de Maine, Duque da Normandia, Duque da Aquitânia, Conde de Nates e Lorde da Irlanda; em vários momentos, também controlou Gales, Escócia e a Bretanha. Era filho de Godofredo V, Conde de Anjou e Matilde de Inglaterra, filha do rei Henrique I de Inglaterra. Ele envolveu-se aos catorze anos nos esforços de sua mãe para reivindicar o trono inglês ocupado por Estêvão de Blois. Henrique foi feito Duque da Normandia e herdou Anjou em 1151, casando-se pouco tempo depois com Leonor da Aquitânia, cujo casamento com o rei Luís VII de França havia sido anulado. Estêvão concordou com um tratado de paz depois de uma expedição de Henrique a Inglaterra em 1153. Estêvão morreu no ano seguinte e ele ascendeu ao trono.
Henrique era um governante energético e, às vezes, implacável, motivado por um desejo de restaurar as terras e privilégios de seu avô. Durante seus primeiros anos de reinado, ele restaurou a administração real, restabeleceu a hegemonia sobre Gales e conseguiu o controle total de suas terras em Anjou, Maine e Touraine. O desejo de Henrique de reformar a relação com a Igreja Católica levou a um conflito com seu antigo amigo Tomás Becket, o Arcebispo da Cantuária. Essa controvérsia durou boa parte da década de 1160 e resultou na morte de Becket em 1170. Ele logo entrou em um conflito com Luís VII e os dois reis travaram durante décadas aquilo que foi chamada de "guerra fria". Henrique expandiu seu império, frequentemente às custas de Luís, tomando a Bretanha e indo para o sul até Toulouse; apesar de várias conferências de paz e tratados, nenhum acordo duradouro foi alcançado. Ele controlava por volta de 1172 a Inglaterra, boa parte de Gales, a metade leste da Irlanda e a metade oeste da França, uma área que posteriormente foi chamada de Império Angevino.
Henrique e Leonor tiveram oito filhos. Enquanto cresciam, começaram a aparecer tensões sobre a futura herança do império, encorajados por Luís e seu filho Filipe II. Seu herdeiro aparente Henrique, o Jovem, rebelou-se em protesto em 1173; ele foi apoiado por seus irmãos Ricardo e Godofredo e pela mãe. A França, Escócia, Flandres e Bolonha aliaram-se aos rebeldes. A revolta foi derrotada através de uma ação militar vigorosa e pelo talento de comandantes locais, muitos dos quais eram "homens novos" nomeados por sua lealdade e habilidades administrativas. Henrique, o Jovem, e Godofredo rebelaram-se mais uma vez em 1183, resultando na morte do primeiro. A invasão normanda da Irlanda deu terras para seu filho mais novo João, porém o rei lutou para encontrar meios de satisfazer os desejos de terras e poder imediato de seus filhos. Filipe conseguiu usar os medos de Ricardo que Henrique faria de João seu sucessor, com uma última rebelião começando em 1189. Derrotado pelo rei francês e pelo filho e também sofrendo de uma úlcera péptica, Henrique retirou-se para Chinon, em Anjou, onde morreu em julho.
Seu império rapidamente ruiu durante o reinado de João, que sucedeu Ricardo. Entretanto, muitas das mudanças que Henrique havia introduzido em seu longo reinado tiveram consequências duradouras. Suas mudanças legais são geralmente consideradas como tendo criado as bases do direito comum inglês, enquanto sua intervenção na Bretanha, Gales e Escócia moldou o desenvolvimento de suas sociedades e sistemas de governo. Interpretações históricas sobre o reinado de Henrique mudaram consideravelmente com o passar dos tempos. Acadêmicos do século XVIII afirmavam que o rei foi uma força motriz na criação de uma monarquia genuinamente inglesa e, no final, de uma Grã-Bretanha unida. Durante a expansão vitoriana do Império Britânico, historiadores muito interessaram-se na formação do próprio império de Henrique, porém mostraram preocupações sobre sua vida particular e o tratamento a Becket. Historiadores do final do século XX combinaram relatos históricos ingleses e franceses, desafiando a interpretação anterior de um reinado anglo-cêntrico.

## Primeiros anos
Henrique cresceu em Anjou nos territórios do pai, acompanhando de longe a luta de sua mãe pela coroa inglesa. Foi introduzido na governação em 1150 e depressa se revelou um líder capaz. A 18 de Maio de 1152, Henrique casou com a herdeira e duquesa Leonor da Aquitânia, recentemente divorciada do rei Luís VII de França. Apesar do divórcio, Leonor conseguiu preservar a tutela do seu ducado, que passou a governar com Henrique a partir da data do casamento. Este facto fez de Henrique senhor de um território que incluía a Normandia, Anjou, Poitiers, Aquitânia e Gasconha, tornando-o tão poderoso ou mais que o próprio rei de França.

## Reinado
Em 1153, depois da morte de Eustáquio de Blois, herdeiro de Estêvão de Inglaterra, Henrique invadiu a Inglaterra e obrigou o rei doente a nomeá-lo como sucessor. Esta solução para o fim da guerra civil agradou às populações e no ano seguinte Henrique tornou-se rei de Inglaterra com apoio generalizado do país. Henrique depressa mostrou que não seria um monarca leniente (suave) e que os tempos da Anarquia tinham chegado ao fim. As suas primeiras medidas foram dirigidas aos nobres que se haviam tornado imprevisíveis durante a crise. Castelos construídos sem autorização real foram desmantelados e um novo sistema de colecta de impostos implementado. A administração pública melhorou significativamente com o estabelecimento de registos públicos criados pelo rei. No campo da justiça, Henrique mandou coligir o primeiro livro de leis inglês, descentralizou o exercício da justiça através de magistrados com poderes de agir em nome da coroa e implementou o julgamento por júri.
Entre as variadas iniciativas, Henrique minou o poder da Igreja Católica, determinando que religiosos que tivessem cometido crimes de direito comum fossem julgados por tribunais civis e não eclesiásticos, e estabelecendo um novo conjunto de impostos sobre as ordens religiosas. Como seria de prever, esta atitude valeu-lhe uma enorme onda de protestos, encabeçada por Tomás Becket, Arcebispo da Cantuária e seu amigo pessoal. Becket dirigiu-se a Roma para apelar ao papa ao que se seguiu um exílio de vários anos. Em 1170, Henrique e Beckett reconciliaram-se formalmente num encontro na Normandia, mas pouco depois o atrito recomeçou. Diz a tradição que Henrique perguntou: Não há ninguém que me livre deste padre turbulento?. Quatro dos seus nobres levaram o desabafo a sério e Tomás Becket foi assassinado na Catedral da Cantuária a 29 de Dezembro de 1170. Henrique chorou a morte de Becket e puniu severamente tanto os assassinos como as suas famílias. Para aligeirar a relação com o papa que o ameaçou de excomunhão, o rei doou importantes somas à ordem dos Templários e aos Cavaleiros Hospitalários e incentivou os seus súbditos a partir em cruzada para a Terra Santa, apesar de ele próprio nunca ter peregrinado ao Oriente.
Durante o seu reinado, Henrique finalizou a conquista e anexação do País de Gales e da Irlanda.

## Conflitos com a família
O casamento com Leonor da Aquitânia, se bem que político e com um intervalo de 11 anos entre eles, foi certamente tempestuoso. Guilherme de Poitiers, o primeiro filho do casal nasceu poucos meses depois do casamento o que indica uma relação anterior ao matrimónio. Henrique, no entanto, concebeu cerca de dez filhos ilegítimos, alguns dos quais criados pela própria Leonor junto dos filhos de ambos.
No princípio da década de 1170, Leonor abandonou Inglaterra e estabeleceu-se na Aquitânia. Os motivos permanecem desconhecidos, mas a ligação amorosa e pública de Henrique com Rosamunda Clifford, uma galesa, pode ter tido alguma influência. Na mesma altura, Henrique decidiu separar os seus territórios de forma a serem herdados pelos diferentes filhos. O resultado foi desastroso uma vez que os príncipes decidiram apropriar-se das terras antes da sua morte. Henrique o Jovem e Ricardo revoltaram-se contra o pai na Normandia e Anjou, com o apoio de Leonor, que não tinha apreciado as recentes intromissões de Henrique no Ducado da Aquitânia, e de Luís VII de França. De todos os seus filhos apenas o mais novo, John, permaneceu do seu lado e na sua estima até ao fim. Em 1173 é a própria Leonor quem inicia uma rebelião contra o rei. Henrique acabou por controlar a revolta no ano seguinte e colocou-a na prisão onde permaneceu nos 15 anos seguintes. Nesta altura, Henrique assumiu a relação com Rosamunda, que passou a receber tratamento de rainha, e equacionou o divórcio de Leonor da Aquitânia para casar sua irmã, filha de Luís com sua segunda esposa, a princesa Alice de França.
A relação com o filho Ricardo piorou ainda mais com a sua subida ao estatuto de herdeiro depois da morte do irmão mais velho. Em Julho de 1189 Ricardo, auxiliado pelo rei Filipe II de França, derrota o exército de Henrique em Chinon. Dois dias depois, Henrique morreu num castelo das redondezas, presumivelmente de ferimentos recebidos na batalha. Encontra-se sepultado na Abadia de Fontevraud em Anjou, França.

## Descendência
De Leonor da Aquitânia, Duquesa da Aquitânia (1 de abril de 1122 – 31 de março de 1204), filha de Guilherme X da Aquitânia (1099 – 9 de abril de 1137) e de Leonor de Châtellerault (1103 – 1137), teve:
- Guilherme (1152 – 1156);
- Henrique, herdeiro de Inglaterra (1155 – 1183);
- Matilde (1156 – 1189), casou com Henrique, o Leão, Duque da Saxônia e da Baviera;
- Ricardo, rei de Inglaterra (1157 – 1199);
- Godofredo (1158 – 1186);
- Leonor Plantageneta (1162 – 1214), casou com Afonso VIII de Castela;
- Joana (1165 – 1199), casou com Guilherme II, rei da Sicília. Com a morte de Guilherme, casou com Raimundo, Conde de Toulouse;
- João, rei de Inglaterra (1199 – 1216).

Também foi pai de Godofredo, Arcebispo de Iorque, filho ilegítimo reconhecido após sua ascensão ao trono.